# Jean-Philippe Forêt
Pour les articles homonymes, voir Forêt (homonymie).
Jean-Philippe Forêt, né le 4 novembre 1968 à Mâcon où il est mort le 3 mai 2022, est un footballeur et entraîneur français.

## Carrière
Foret est formé à Montceau-les-Mines où il devient titulaire lors de la saison 1987-1988 de Division 2 avant de laisser sa place à René Szatny. Il signe, en 1988, avec l'Olympique lyonnais où il a surtout l'occasion d'évoluer avec la réserve professionnelle. Il ne dispute qu'une seule rencontre de Division 1 en trois ans.
Il retourne au niveau amateur en jouant pour le JGA Nevers avant de faire une partie de saison avec le promu de National 1, le FC Pau, en 1993-1994. Après un rapide passage par l'Ambert FC, il signe au Red Star FC en 1995. D'abord doublure de Fabien Schneider, il joue quarante matchs lors de la saison 1995-1996. Il fait ensuite une saison avec le Football Club de Gueugnon où il partage le poste de titulaire avec Ali Boumnijel.
Il revient au Red Star durant cette saison saison 1996-1997 mais il fait figure de deuxième gardien derrière Thomas Debenest. Il reprend sa place de titulaire lors de la saison suivante avant de progressivement laisser sa place à Stéphane Lucas et Jean-Marc Branger. Il prend sa retraite en 2000 après une saison au Chasselay Foot.
En 2003, il devient entraîneur de l'Olympique Thonon. Dès sa première année, il parvient à faire monter son équipe en Division Honneur Régionale de la Ligue Rhône-Alpes de football. Cependant, Thonon est relégué l'année suivante et retourne au niveau Promotion Honneur Régionale. Il quitte le club et fait un passage par Louhans-Cuiseaux FC club de National où il devient Directeur du centre de formation avec tout d'abord les 16ans Nationaux puis avec les 18ans Nationaux avec lesquels il effectue une magnifique saison 2007/2008. Durant cette période, il aura également en charge l'entrainement des gardiens de l'équipe première alors en National. En 2009, il prend les rênes de l'Union du Football mâconnais et décroche la promotion en CFA 2 lors de la saison 2010/2011. Toutefois, Mâcon ne fait pas le poids et finit bon dernier de sa poule en 2011-2012.
Après ses trois années, Forêt s'engage avec l'ASF Andrézieux, également en CFA 2. Il manque d'un point la promotion en CFA en 2012-2013 et 2013-2014. Sa troisième saison montre moins de réussite car Andrézieux se stabilise au neuvième rang.
Au début de la saison 2015-2016 , Forêt prend les rênes du club de l'AS La Chapelle de Guinchay (promotion d'honneur de Bourgogne), se rapprochant ainsi de la région mâconnaise[réf. nécessaire]. Il obtient avec ce club la montée en R1 de Bourgogne Franche-Comté au terme de la saison 2016-2017 et après un brillant maintien (7e place), décide se s'engager pour la saison 2018/2019 au F.C Montceau Bourgogne (N3), retrouvant ainsi le club de ses débuts.
Il meurt le 3 mai 2022 des suites d'une longue maladie.